# 施塔弗尔湖畔乌芬
施塔弗尔湖畔乌芬是德国巴伐利亚州的一个市镇。总面积42.75平方公里，总人口2985人，其中男性1468人，女性1517人（2011年12月31日），人口密度70人/平方公里。